# Jon Gordon (jazzmuzikant)
Jon Gordon (New York, 1966) is een Amerikaanse jazz-saxofonist (altsaxofoon en sopraansaxofoon) en componist. Ook speelt hij fluit en klarinet. Hij leidt het Jon Gordon Quartet. In 1996 won hij de eerste prijs in de Thelonious Monk International Jazz Saxophone Competition.

## Biografie
Gordon, wiens moeder met de saxofonist Bob Gordon getrouwd was, studeerde onder meer aan Manhattan School of Music. Tevens had hij privéles bij Phil Woods. Tijdens zijn studie speelde hij onder meer met Barney Kessel, Roy Eldridge, Charles McPherson, Al Grey, Doc Cheatham en Mike Stern. Vanaf 1988 werkte hij met Red Rodney (1988), Loren Schoenberg, Bill Mays (1990) en Ron McClure. Hierna richtte hij een eigen groep op, waarmee hij sinds 1992 meerdere platen maakte. Zijn album 'Within Worlds' werd door het blad Down Beat uitgeroepen tot een van de beste produkties van 2008. Verder was Gordon lid van de all-star-groep Jazz Nativity, speelde op talloze jazzfestivals en werkte mee aan albums van onder andere Sebastian Whittaker, John Fedchock, George Colligan, Janis Siegel, Harry Connick jr. en Bill Mobley.

## Discografie
- Beginnings and Endings (Taurus Records, 1989)
- The Jon Gordon Quartet (Chiaroscuro, 1992)
- Ask Me Now (Criss Cross, 1994)
- Spark (Chiaroscuro, 1995)
- Witness (Criss Cross, 1996)
- Along the Way (Criss Cross, 1997)
- Currents (Double-Time Records, 1998)
- The Things We Need (Double-Time 1999)
- Possibilities (Double-Time, 2000)
- Contrasts (Double-Time, 2001)
- The Things You Are (ArtistShare, 2007)
- Evolution (ArtistShare, 2009)